# Comuna Sârbi, Bihor
Sârbi (în maghiară: Alsótótfalu) este o comună în județul Bihor, Crișana, România, formată din satele Almașu Mic, Burzuc, Chioag, Fegernic, Fegernicu Nou, Sarcău și Sârbi (reședința).

## Geografie
Comuna Sârbi este situată în județul Bihor, în zona de contact a Câmpiei Barcăului cu Dealurile Oradiei, pe râul Almaș. Se învecinează la nord cu comuna Sâniob, la est cu comuna Spinuș și Brusturi, la sud cu comuna Tileagd și Ineu, la vest cu comuna Cetariu iar la nord-vest cu comuna Sălard. Drumul județean 767A traversează comuna de la sud la nord.

## Istorie
După 1860, neguțătorul Nicolae Jiga a donat o mare sumă de bani pentru reînnoirea bisericii ortodoxe din Sârbi.

## Demografie
Componența etnică a comunei Sârbi
     Români (93,22%)
     Alte etnii (0,9%)
     Necunoscută (5,88%)
Componența confesională a comunei Sârbi
     Ortodocși (52,15%)
     Penticostali (33,73%)
     Baptiști (3,75%)
     Romano-catolici (2,43%)
     Alte religii (2%)
     Necunoscută (5,93%)
Conform recensământului efectuat în 2021, populația comunei Sârbi se ridică la 2.345 de locuitori, în scădere față de recensământul anterior din 2011, când fuseseră înregistrați 2.609 locuitori. Majoritatea locuitorilor sunt români (93,22%), iar pentru 5,88% nu se cunoaște apartenența etnică. Din punct de vedere confesional, majoritatea locuitorilor sunt ortodocși (52,15%), cu minorități de penticostali (33,73%), baptiști (3,75%) și romano-catolici (2,43%), iar pentru 5,93% nu se cunoaște apartenența confesională.

## Politică și administrație
Comuna Sârbi este administrată de un primar și un consiliu local compus din 11 consilieri. Primarul, Gavril Herman[*], de la Partidul Social Democrat, este în funcție din 2012. Începând cu alegerile locale din 2024, consiliul local are următoarea componență pe partide politice:
|  | Partid                    | Consilieri | Componența Consiliului | Componența Consiliului | Componența Consiliului | Componența Consiliului | Componența Consiliului | Componența Consiliului |
|  | ------------------------- | ---------- | ---------------------- | ---------------------- | ---------------------- | ---------------------- | ---------------------- | ---------------------- |
|  | Partidul Social Democrat  | 6          |                        |                        |                        |                        |                        |                        |
|  | Partidul Național Liberal | 5          |                        |                        |                        |                        |                        |                        |

## Personalități născute aici
- Maria Cupcea (1903 - 1980), actriță.